# Калигарис (Бијела)
Калигарис је насеље у Италији у округу Бијела, региону Пијемонт.
Према процени из 2011. у насељу је живело 30 становника. Насеље се налази на надморској висини од 470 м.